# Selección femenina de voleibol de España

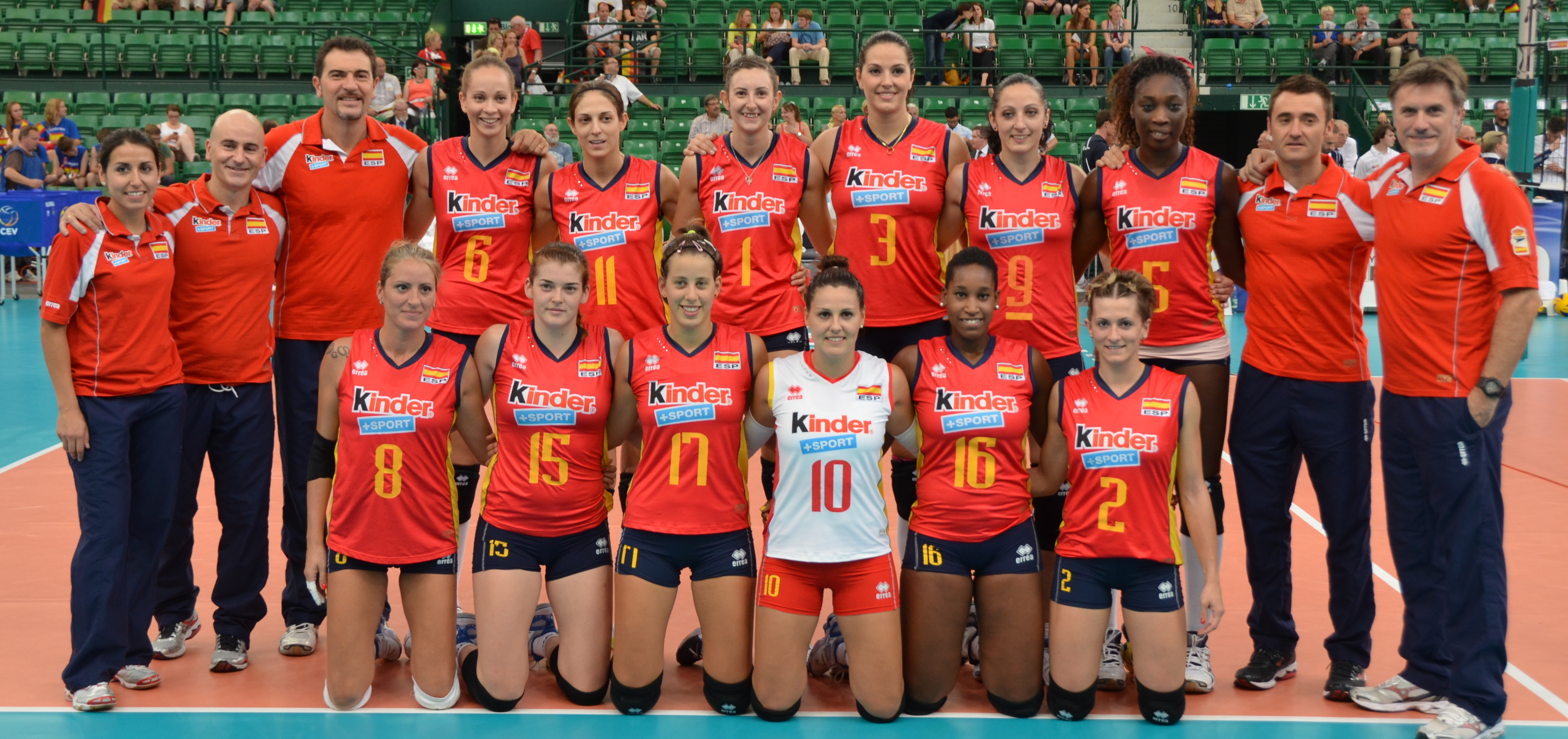
La selección femenina de voleibol de España en 2013

La selección femenina de voleibol de España es el equipo formado por jugadoras de nacionalidad española que representa a la Real Federación Española de Voleibol (RFEVB) en las competiciones internacionales organizadas por la Federación Internacional de Voleibol (FIVB) o el Comité Olímpico Internacional (COI): los Juegos Olímpicos, Campeonato Mundial de Voleibol y Campeonato Europeo de Voleibol principalmente.
Ha competido en los Juegos Olímpicos de Barcelona 1992, un Mundial y ocho Campeonatos Europeos. Su mejor actuación fue en el Europeo de Polonia de 2009, donde logró una meritoria 9.ª posición, destacando el papel de su más joven jugadora Marta Merino, MVP de la fase de clasificación siendo la jugadora más joven de la historia en lograr dicha distinción.[cita requerida]
En agosto de 2016 se ubica en el puesto 33 del ranking de selecciones femeninas de la FIVB.

## Jugadoras
| #                                | Nombre                  | F. Nacimiento           | Estatura | Origen | Co | Re | Ce | Op | Li                      |
| -------------------------------- | ----------------------- | ----------------------- | -------- | ------ | -- | -- | -- | -- | ----------------------- |
| 1                                | María Priscila Schlegel | 29 de agosto de 1993    | 1,85 m   | España |    |    | x  |    |                         |
| 2                                | María José Corral       | 1 de enero de 1991      | 1,78 m   | España | x  |    |    |    | {{Jugador voleibol\|3\| |
| 4                                | Jessica Rivero          | 15 de marzo de 1995     | 1,77 m   | Cuba   |    | x  |    | x  |                         |
| 5                                | Alba Sánchez            | 9 de septiembre de 1991 | 1,80 m   | España |    |    |    |    | x                       |
| 6                                | Ana Correa              | 19 de enero de 1985     | 1,86 m   | España |    |    | x  |    |                         |
| 7                                | Saray Manzano           | 26 de junio de 1996     | 1,78 m   | España |    | x  |    |    |                         |
| 8                                | Patricia Llabrés        | 26 de junio de 1996     | 1,68 m   | España |    |    |    |    | x                       |
| 9                                | Raquel Lázaro           | 4 de enero de 2000      | 1,83 m   | España | x  |    |    |    |                         |
| 10                               | Raquel Brun             | 17 de julio de 1993     | 1,80 m   | España |    | x  |    |    |                         |
| 11                               | Helia González          | 29 de agosto de 1985    | 1,78 m   | España |    | x  |    |    |                         |
| 12                               | Milagros Collar         | 15 de abril de 1988     | 1,84 m   | España |    |    | x  |    |                         |
| 13                               | María Segura            | 10 de junio de 1992     | 1,84 m   | España |    | x  |    |    |                         |
| 14                               | Ana Escamilla           | 10 de julio de 1998     | 1,84 m   | España |    | x  |    |    |                         |
| 15                               | Sara Folgueira          | 17 de diciembre de 1996 | 1,88 m   | España |    |    |    | x  |                         |
| 17                               | Anna Grima              | 30 de enero de 1998     | 1,86 m   | España | x  |    |    |    |                         |
| 1.º Entrenador: Pascual Saurín   |                         |                         |          |        |    |    |    |    |                         |
| 2.º Entrenador: Manuel Berenguel |                         |                         |          |        |    |    |    |    |                         |
| Delegado: Juan Alonso            |                         |                         |          |        |    |    |    |    |                         |

## Historial

### Juegos Olímpicos
- 1964-1988: No clasificada
- 1992: 8.º puesto
- 1996-2024: No clasificada

### Campeonato del Mundo
- 1952-1978: No clasificada
- 1982: 20.º puesto
- 1986-2022: No clasificada
- 2025: Clasificadas

### Campeonato de Europa
- 1948-2003: No clasificada
- 2005: 12.º puesto
- 2007: 15.º puesto
- 2009: 9.º puesto
- 2011: 11.º puesto
- 2013: 16.º puesto
- 2015: No clasificada
- 2017: No clasificada
- 2019: 15.º puesto
- 2021: 20.º puesto
- 2023: 13.º puesto
- 2026: Clasificadas

### Liga de Naciones
- 2018-2025: No clasificada

### Grand Prix
- 1993-2017: No clasificada

### Copa Challenger
- 2018-2023: No participó

### Copa Mundial
- 1973-1989: No clasificada
- 1991: 11.º puesto
- 1995-2019: No clasificada

### Juegos Europeos
- 2015: No participó

### Montreux Volley Masters
- 1988-2019: No participó

### Liga Europea
- 2009: 5.º puesto
- 2010: 5.º puesto
- 2011: 8.º puesto
- 2012: 7.º puesto
- 2014: 5.º puesto
- 2016: 6.º puesto
- 2017: Medalla de Bronce
- 2018: 10.º puesto
- 2019: 4.º puesto
- 2021: Medalla de Bronce
- 2022: 7.º puesto
- 2023: No clasificada
- 2024: 6.º puesto
- 2025: 9.º puesto

### Juegos Mediterráneos
- 1975: No clasificada
- 1979: 6.º puesto
- 1983: No clasificada
- 1987: No clasificada
- 1991: 6.º puesto
- 1993: 5.º puesto
- 1997: No clasificada
- 2001: 5.º puesto
- 2005: 5.º puesto
- 2009: No clasificada
- 2013: No clasificada
- 2018: 6.º puesto
- 2022: 4.º puesto

## Categorías inferiores
| Selección Sub-22 - Europeo Sub-22: Selección Sub-21 - Mundial Sub-21: - Europeo Sub-21: Selección Sub-20 - Mundial Sub-20: Selección Sub-19 - Mundial Sub-19: - Europeo Sub-19: | Selección Sub-18 - Europeo Sub-18: Selección Sub-17 - Mundial Sub-17: - Europeo Sub-17: Selección Sub-16 - Europeo Sub-16: |